# Zbrodnia w Łebedynie

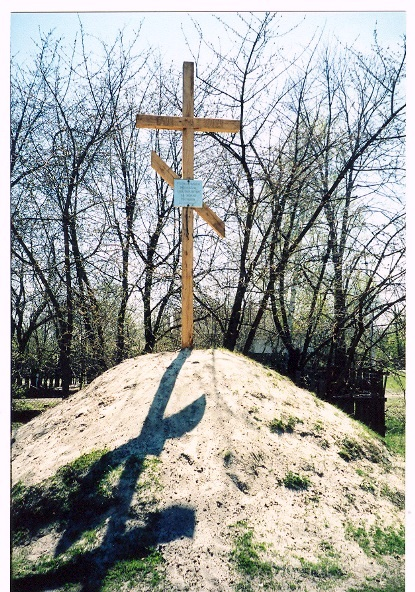
Krzyż upamiętniający zamordowanych Kozaków, ustawiony na ulicy Granicznej w Łebedynie

Zbrodnia łebedyńska – zbrodnia dokonana w Łebedynie przez komisję śledczą pod przewodnictwem kniazia Mienszykowa w dniach 26 listopada – 26 grudnia 1708 roku (starego stylu, w grudniu 1708 – styczniu 1709 roku nowego stylu) na Kozakach, zwolennikach Mazepy.
Podstawą dla działań komisji był ukaz Ukaz wojskowoj starszynie, uszedszej s Mazepoj k szwedam z 1 października 1708 roku, który między innymi nakazywał kozakom-zwolennikom Mazepy powrót do siedzib pod groźbą kary śmierci, utraty majątku i zesłania członków rodzin. Śledczy zamęczyli na torturach około 900 zwolenników Mazepy, przede wszystkim kozacką starszyznę, ale także i ludność cywilną. Zabitych pochowano we wspólnej, tak zwanej hetmańskiej mogile w ogrodach za miastem. Wysoki kopiec zniszczono buldożerami dopiero 1954 roku w celu budowy ulicy. Natomiast w 1993 roku na miejscu tym wzniesiono pamiątkowy krzyż.
Wydarzenia łebedyńskie wzmiankuje w Istorii Małoj Rosji Mykoła Markiewicz (1842–1843). Wspomina o nich również arcybiskup charkowski Filaret (Humilewskij) w dziele Istoriko-statisticzeskoje opisanije char'kowskoj jeparchii (1852–1859).